# Визентајд
Визентајд (њем. Wiesentheid) град је у њемачкој савезној држави Баварска. Једно је од 31 општинског средишта округа Кицинген. Према процјени из 2010. у граду је живјело 4.810 становника. Посједује регионалну шифру (AGS) 9675178.

## Географски и демографски подаци
Визентајд се налази у савезној држави Баварска у округу Кицинген. Град се налази на надморској висини од 249 m. Површина општине износи 33,4 km². У самом граду је, према процјени из 2010. године, живјело 4.810 становника. Просјечна густина становништва износи 144 становника/km².

## Међународна сарадња
| Мјесто | Држава    | Врста сарадње | Од    |
| ------ | --------- | ------------- | ----- |
|        | Француска | партнерство   | 1972. |
| Извор  |           |               |       |